# Pluton (subunitate militară)

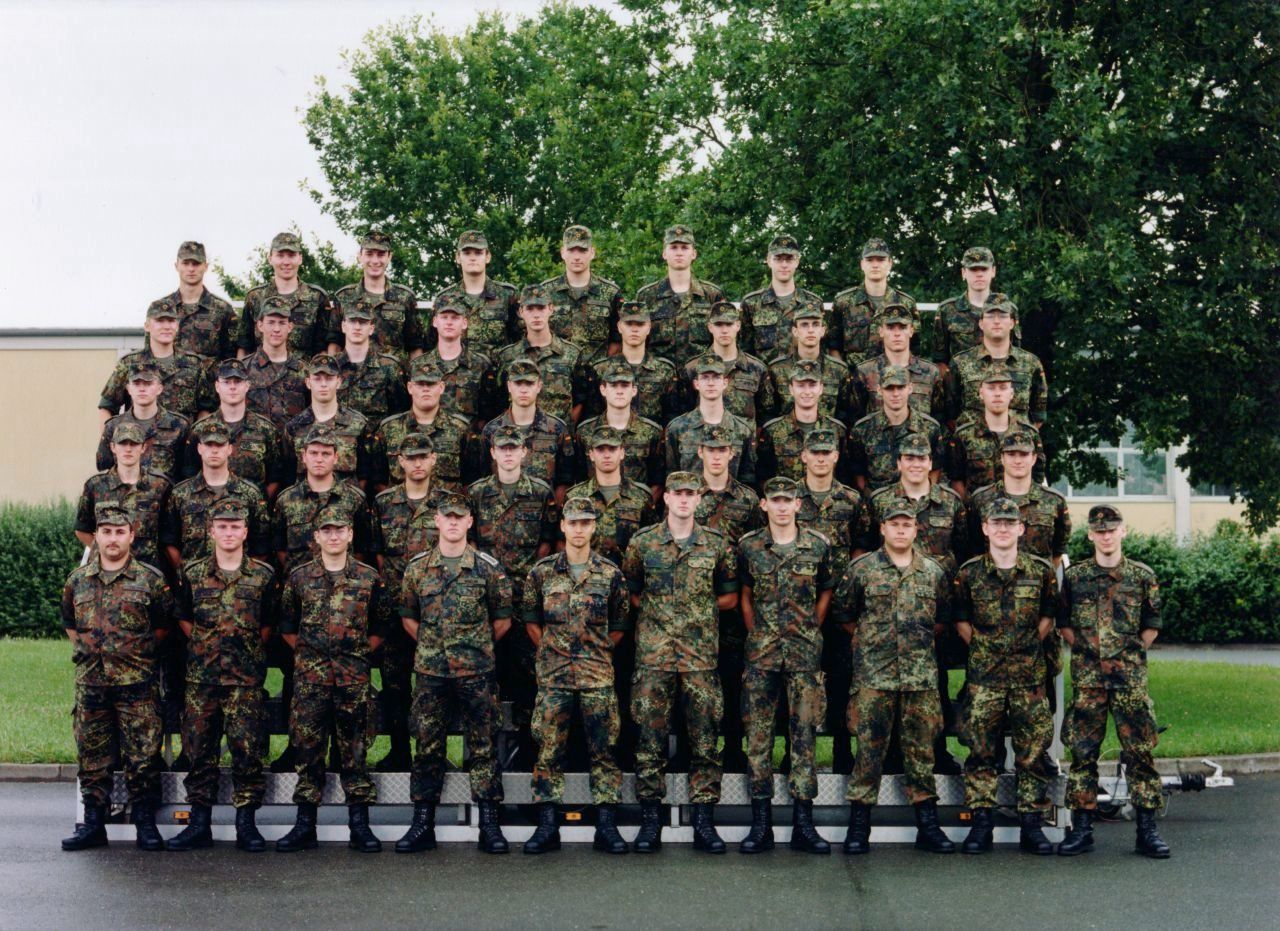
Un pluton din Bundeswehr

Pluton, în domeniul militar, este denumirea folosită pentru a desemna o subunitate militară mai mică decât compania, alcătuită din trei sau cinci grupe, ceea ce înseamnă în jur de 30-50 soldați.
Un pluton poate fi echipat cu tun, tanc sau vehicul blindat și se poate spune în general că este cea mai mică unitate condusă de un ofițer. 
Unitatea formată din mai multe plutoane este numită companie sau baterie. 

## Etimologie
Termenul a fost folosit prima dată in Franța secolului 17 pentru a desemna o grupare mică de muschetari care trăgeau în salvă, în alternanță cu un alt pluton care reîncărca. Cuvântul provine din francezul peloton, derivat din pelote însemnând bilă.
Deoarece soldații unei companii erau adesea organizați în două sau trei linii paralele, fiecare linie trăgând în salve, plutoanele rezultau în focul simultan a maxim jumătate din soldații companiei. 
Original, plutonul reprezenta o unitate de foc. Se crede că acest sistem a fost inventat de Gustav Adolf al Suediei in 1618. În armata franceză din anii 1670, un batalion era impărtit in 18 plutoane care erau grupate în trei "trageri" cu fiecare pluton fie trăgând, fie reîncărcând în decursul unei fuziade.

## Organizarea modernă

### NATO
NATO definește un pluton/detașament ca o unitate mai mare decât grupa dar mai mică decât compania. Simbolul standard al NATO pentru pluton este reprezentat de trei puncte (●●●) plasate deasupra iconiței încadrate a unității. Țările membre au stipulat diferitele denumiri pe care le vor folosii pentru unitățile militare de această dimensiune:
| Albania           | Togë                                          |
| America           | Platoon, sau Detachment                       |
| Belgia            | Peloton                                       |
| Marea Britanie    | Platoon, Troop, sau Flight                    |
| Bulgaria          | Взвод                                         |
| Canada            | Platoon, Troop, sau Section                   |
| Croația           | Vod                                           |
| Republica Cehă    | Četa                                          |
| Danemarca         | Deling                                        |
| Estonia           | Rühm                                          |
| Franța            | Section, sau Peloton                          |
| Germania          | Zug, sau Schwarm                              |
| Grecia            | Themoerea, sau Ulamos (διμοιρία, sau ουλαμός) |
| Ungaria           | Szakasz                                       |
| Italia            | Plotone, sau Sezione                          |
| Letonia           | Vads                                          |
| Lituania          | Kuopa                                         |
| Muntenegru        | Vod                                           |
| Țările de Jos     | Peloton, Gevechtsbatterij, sau Vlucht         |
| Macedonia de Nord | Вод                                           |
| Norvegia          | Tropp                                         |
| Polonia           | Pluton                                        |
| Portugalia        | Pelotão                                       |
| România           | Pluton                                        |
| Slovacia          | Čata                                          |
| Spania            | Sección                                       |
| Turcia            | Takim                                         |